# Distrito de Sátoraljaújhely
El distrito de Sátoraljaújhely (húngaro: Sátoraljaújhelyi járás) es un distrito húngaro perteneciente al condado de Borsod-Abaúj-Zemplén.
En 2013 tenía 22 673 habitantes. Su capital es Sátoraljaújhely.

## Municipios
El distrito tiene 2 ciudades (en negrita) y 19 pueblos (población a 1 de enero de 2012):
- Alsóberecki (722)
- Alsóregmec (196)
- Bózsva (183)
- Felsőberecki (273)
- Felsőregmec (322)
- Filkeháza (97)
- Füzér (467)
- Füzérkajata (110)
- Füzérkomlós (331)
- Füzérradvány (318)
- Hollóháza (826)
- Kishuta (272)
- Kovácsvágás (649)
- Mikóháza (576)
- Nagyhuta (89)
- Nyíri (412)
- Pálháza (1000)
- Pusztafalu (192)
- Sátoraljaújhely (15 355) – la capital
- Vágáshuta (83)
- Vilyvitány (230)